# Volksbank Müllheim
Die Volksbank Müllheim eG war eine deutsche Genossenschaftsbank mit Sitz in Müllheim im Markgräflerland. Das Geschäftsgebiet der Volksbank Müllheim eG reichte von Neuenburg am Rhein im Westen bis nach Badenweiler im Osten und von Bad Bellingen im Süden bis nach Buggingen im Norden. Der Sitz befand sich in Müllheim, mit sechs Filialen in Neuenburg, Auggen, Buggingen, Badenweiler, Schliengen und Bad Bellingen.

## Geschichte
1874 wurde ein Vorschussverein durch 39 Bürger aus Müllheim und Umgebung unter dem Namen "Volksbank Müllheim" gegründet. Nach Ablauf des ersten Geschäftsjahres betrug die Bilanzsumme 51.809 Mark.
Die Volksbank Müllheim änderte 1931 die Rechtsform und zu einer eingetragenen Genossenschaft mit beschränkter Haftung. Die Firmierung änderte sich 1939 zusätzlich in Volksbank Müllheim-Badenweiler eG. Im Jahr 1971 fusionierte die Volksbank Müllheim-Badenweiler eG dann zum ersten Mal mit der Spar- und Kreditbank Neuenburg.
Im Jahr 1992 kam es zu einer weiteren Fusion zwischen der Volksbank Müllheim-Badenweiler eG und der Raiffeisenbank Ehebachtal, die 1972 aus einer Fusion der Raiffeisenbanken Britzingen, Laufen, Seefelden, Hügelheim und Buggingen entstanden war, zur Volksbank Müllheim eG. 2018 wurde die Volksbank Müllheim von der Volksbank Breisgau-Markgräflerland übernommen.

## Struktur

### Organe
Als eingetragene Genossenschaft ist das höchste Organ der Volksbank Müllheim die Vertreterversammlung, die den Aufsichtsrat wählt und über die wesentlichen Belange der Bank mitentscheidet.
Die Wahl der Vertreter findet im vierjährigen Turnus durch die Mitglieder der Volksbank Müllheim statt. Die Vertreterversammlung tagt jährlich und nimmt in der Satzung geregelte Aufgaben wahr. Der Aufsichtsrat besteht aus dem Vorsitzenden sowie 7 weiteren Personen.
Der Vorstand der Volksbank Müllheim eG besteht aus zwei Mitgliedern.

### Mitgliedschaft
Durch Zeichnung eines oder mehrerer Geschäftsanteile wird ein Kunde Mitglied der Volksbank Müllheim und ist somit auch Teilhaber der Bank.
Gemäß Satzung hat jedes Mitglied das Recht, die Leistungen der Genossenschaft in Anspruch zu nehmen und an der Gestaltung der Genossenschaft mitzuwirken. Dieses Recht umfasst u. a. die Teilnahme an der Wahl der Vertreterversammlung und die Bewerbung um das Amt eines Vertreters.
Die Volksbank Müllheim eG hatte zum Jahresende 2016 15.526 Mitglieder und 275 Vertreter in der Vertreterversammlung.

## Engagement
Als regional agierende Genossenschaftsbank übernahm die Volksbank Müllheim Verantwortung in den Bereichen Jugendförderung, Bildung, Kultur, Soziales und Sport.
2011 wurde eine Stiftung gegründet, die gemeinnützige Zwecke in der Region Markgräflerland unterstützte.
Mit den Müllheimer Schulen Markgräfler Gymnasium, Kaufmännische Schulen und Alemannen-Realschule arbeitete die Volksbank Müllheim im Rahmen von Bildungspartnerschaften zusammen.